# Romantisch nationalisme

Vrijheid leidt het volk, die de romantische kijk op de Franse Revolutie van 1830 belichaamt, ook bekend als de Julirevolutie; de schilder Eugène Delacroix diende ook als gekozen plaatsvervanger

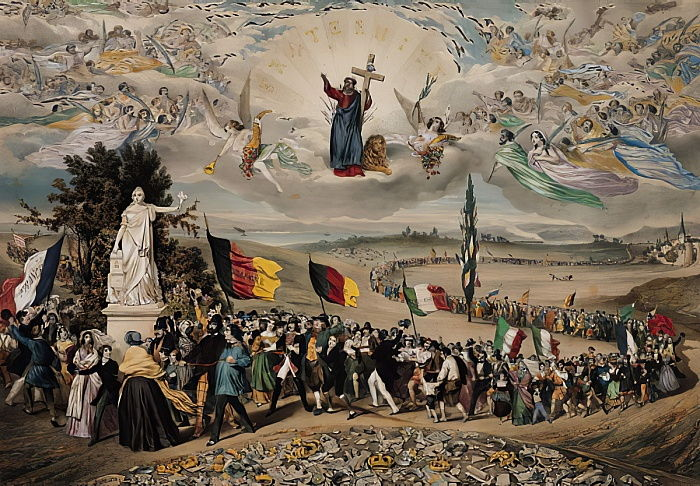
De droom van wereldwijde democratische en sociale republieken – Het pact tussen naties, een prent opgesteld door Frédéric Sorrieu, 1848

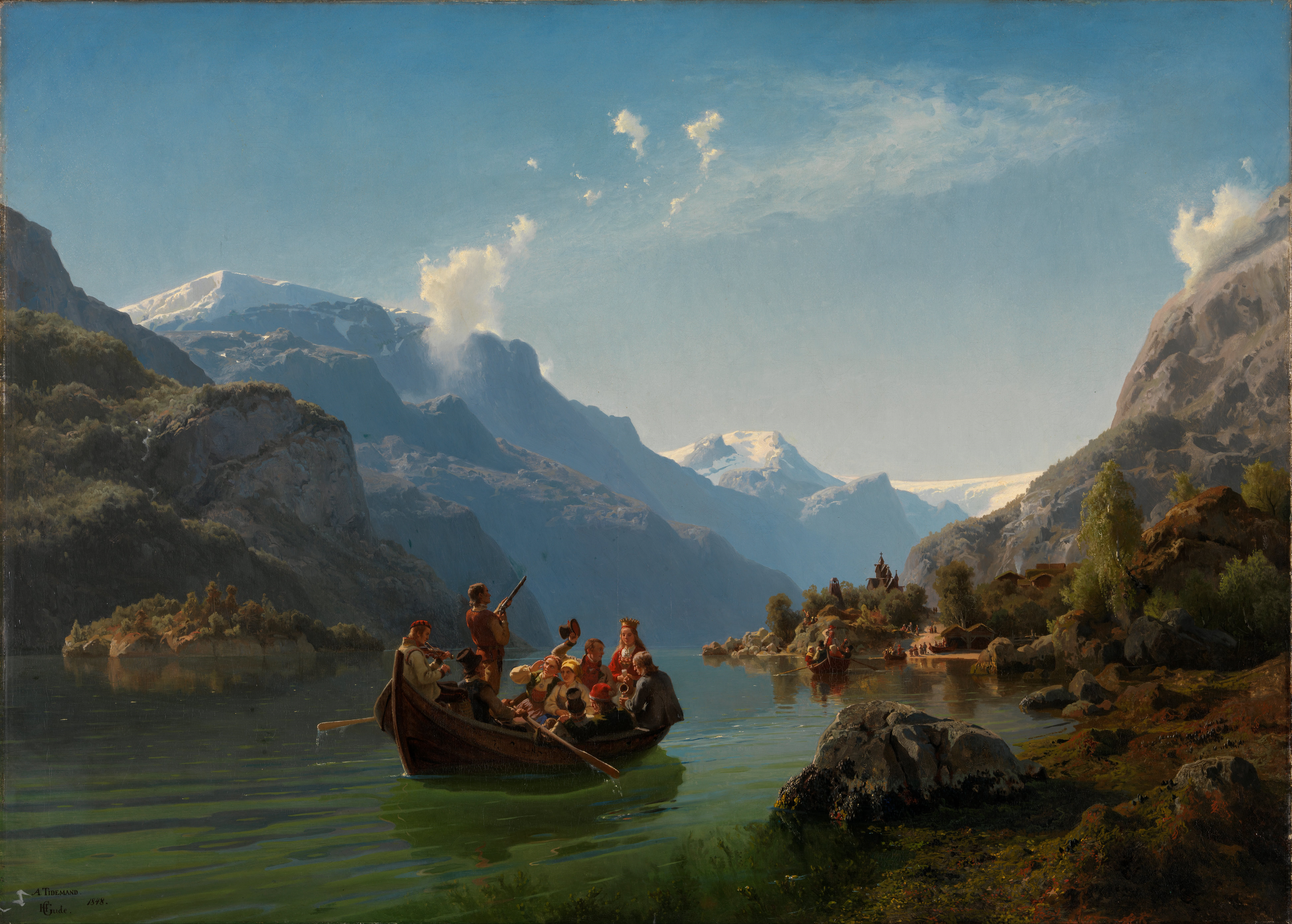
Brudeferden i Hardanger (Bruidsprocessie in Hardanger), een monumentaal stuk binnen het Noorse romantische nationalisme. Geschilderd door Hans Gude en Adolph Tidemand.

Romantisch nationalisme, ook bekend als nationaal romantiek, organisch nationalisme, of identiteitsnationalisme, is een vorm van nationalisme waarbij de staat zijn politieke legitimiteit opeist als een organisch gevolg van de eenheid van degenen die het bestuurt. Dit omvat factoren zoals taal, ras, etniciteit, cultuur, religie en gebruiken van de natie in de oorspronkelijke zin van degenen die binnen zijn cultuur zijn geboren. Het kan worden toegepast op etnisch nationalisme evenals burgerlijk nationalisme. Romantisch nationalisme ontstond als reactie op dynastieke of keizerlijke hegemonie, die de legitimiteit van de staat beoordeelde van bovenaf, uitgaande van een monarch of andere autoriteit, die zijn bestaan rechtvaardigde. Een dergelijke neerwaartse uitstralende macht kan uiteindelijk voortkomen uit een god of goden (zie het goddelijk recht van koningen en het Mandaat van de Hemel).
Onder de belangrijkste thema's van het romantisme, en zijn meest blijvende erfenis, zijn de culturele uitingen van romantisch nationalisme ook centraal geweest in de post-verlichting kunst en politieke filosofie. Vanaf zijn vroegste ontstaan, met de nadruk op de ontwikkeling van nationale talen en folklore, en de spirituele waarde van lokale gebruiken en tradities, tot de bewegingen die de kaart van Europa opnieuw zouden tekenen en zouden leiden tot oproepen tot zelfbeschikking van nationaliteiten, was nationalisme een van de sleutelkwesties in het romantisme, die de rollen, uitingen en betekenissen ervan bepaalde. Romantisch nationalisme, voortkomend uit deze interactie tussen culturele productie en politiek denken, werd "de viering van de natie (gedefinieerd door zijn taal, geschiedenis en culturele karakter) als een inspirerend ideaal voor artistieke expressie; en de instrumentalisatie van die expressie in politiek bewustwording".
Historisch gezien in Europa was het cruciale jaar voor romantisch nationalisme 1848, toen een golf van revoluties zich over het continent verspreidde; talloze nationalistiche revoluties vonden plaats in verschillende gefragmenteerde regio's (zoals Italië) of multi-etnische staten (zoals het Oostenrijks-Hongaarse Rijk). Hoewel aanvankelijk de revoluties ten prooi vielen aan reactionaire krachten en de oude orde snel werd hersteld, markeerden de vele revoluties de eerste stap naar liberalisering en de vorming van moderne nationale staten in een groot deel van Europa.

## Korte geschiedenis

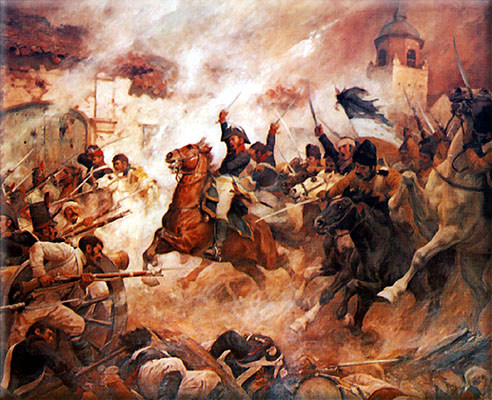
Geromantiseerd schilderij van de Slag om Rancagua tijdens de Chileense Onafhankelijkheidsoorlog door Pedro Subercaseaux

De ideeën van Rousseau (1712–1778) en Johann Gottfried von Herder (1744–1803) waren een grote inspiratiebron voor het vroege romantische nationalisme in Europa. Herder betoogde dat nationaliteit het product was van klimaat, geografie, 'maar meer nog van talen, neigingen en karaktereigenschappen', eerder dan genetica.
Vanaf haar ontstaan in de late 18e eeuw heeft romantisch nationalisme geleund op het bestaan van een historische etnische cultuur die voldoet aan het romantische ideaal; folklore ontwikkelde zich als een concept binnen het romantische nationalisme. De Gebroeders Grimm, geïnspireerd door Herders geschriften, stelden een geïdealiseerde verzameling van verhalen samen, die zij als authentiek Duits bestempelden. Het concept van een geërfde culturele erfenis van een gemeenschappelijke oorsprong werd snel centraal in een verdeeld vraagstuk binnen het romantische nationalisme: is een natie verenigd omdat zij afstamt van dezelfde genetische bron, vanwege ras, of is de deelname aan de organische aard van de "volks"cultuur zelf-vervullend?
Romantisch nationalisme vormde een belangrijk element in de filosofie van Hegel (1770–1831), die betoogde dat er een "geest van het tijdperk" of zeitgeist was die een bepaald volk op een bepaald moment doordrong. Wanneer deze groep mensen de actieve bepalende factor van de geschiedenis werd, was dat eenvoudigweg omdat hun culturele en politieke moment was aangebroken. Vanwege de rol van de Duitsers in de Protestantse Reformatie betoogde Hegel (zelf een lutheraan) dat zijn historische moment gezien had hoe de Zeitgeist neerdaalde op de Duitssprekende volkeren.
Op het Europese vasteland hadden Romantici aanvankelijk de Franse Revolutie omarmd, maar bevonden ze zich al snel in de strijd tegen de contrarevolutie in het transnationale keizerlijke systeem van Napoleon. Het gevoel van zelfbeschikking en nationaal bewustzijn dat revolutionaire krachten in staat had gesteld om aristocratische regimes in de strijd te verslaan, werden een baken van verzet tegen het Franse Keizerrijk (1804–14). In Pruisen werd de ontwikkeling van geestelijke vernieuwing als een middel om de strijd tegen Napoleon aan te gaan, bepleit door onder anderen Johann Gottlieb Fichte (1762–1814), een leerling van Kant. Het woord 'Volkstum', ofwel 'volkseigenheid', werd in Duitsland bedacht als onderdeel van dit verzet tegen de Franse hegemonie.
Fichte drukte de eenheid van taal en natie uit in zijn dertiende toespraak "Aan het Duitse Volk" in 1806:
"De eerste, oorspronkelijke en werkelijk natuurlijke grenzen van staten zijn zonder twijfel hun interne grenzen. Degenen die dezelfde taal spreken, zijn van nature met elkaar verbonden door talloze onzichtbare banden, lang voordat enige menselijke kunst begint; ze begrijpen elkaar en hebben de kracht om zichzelf steeds duidelijker verstaanbaar te maken; ze horen bij elkaar en zijn van nature één onafscheidelijk geheel." "Slechts wanneer elk volk, aan zichzelf overgelaten, zich ontwikkelt en vormt in overeenstemming met zijn eigen bijzondere kwaliteit, en slechts wanneer in elk volk elk individu zich ontwikkelt in overeenstemming met die gemeenschappelijke kwaliteit, evenals in overeenstemming met zijn eigen bijzondere kwaliteit - dan, en dan alleen, verschijnt de manifestatie van het goddelijke in zijn ware spiegel zoals het zou moeten zijn; en alleen een mens die ofwel volledig verstoken is van het begrip van de heerschappij van de wet en goddelijke orde, ofwel een onverzoenlijke vijand daarvan is, zou op zich kunnen nemen om te willen ingrijpen in die wet, die de hoogste wet is in de geestelijke wereld!"

### Nationalisme en revolutie
Op de Balkan werden romantische ideeën over een band met het klassieke Griekenland, die het Filhellenisme inspireerden, doordrenkt met de Griekse Onafhankelijkheidsoorlog (1821-1830), waarin de romantische dichter Lord Byron overleed aan een hoge koorts. Rossini's opera "Willem Tell" (1829) markeerde het begin van de romantische opera, waarbij de centrale nationale mythe die Zwitserland verenigde werd benadrukt; en in Brussel leidde een rel (augustus 1830) na een opera die een tragische romance afschilderde tegen een achtergrond van buitenlandse onderdrukking (Aubers "La Muette de Portici") tot de Belgische Revolutie van 1830-1831, de eerste succesvolle revolutie in de geest van het romantisch nationalisme. Verdi's operakoren van een onderdrukt volk inspireerden twee generaties patriotten in Italië, vooral met "Va pensiero" (Nabucco, 1842). Onder invloed van het romantisch nationalisme vonden zowel Duitsland als Italië politieke eenheid onder economische en politieke druk, en ontstonden er bewegingen om naties te creëren die gebaseerd waren op etnische groepen. Het zou tot bloei komen op de Balkan (zie bijvoorbeeld de Karinthische Volksraadpleging, 1920), langs de Baltische Zee en in het binnenland van Midden-Europa, waar uiteindelijk de Habsburgers bezweken onder de golf van romantisch nationalisme. In Noorwegen vond de romantiek niet alleen haar belichaming in de literatuur, maar ook in de beweging naar een nationale stijl, zowel in de architectuur als in de heersende mentaliteit. Eerder was er in Noord-Amerika een sterk element van romantisch nationalisme vermengd met het rationalisme van de Verlichting in de retoriek die werd gebruikt in de onafhankelijkheidsverklaring van de Amerikaanse kolonisten ten opzichte van Groot-Brittannië en bij het opstellen van de Amerikaanse grondwet van 1787. Dit kwam ook tot uiting in de retoriek van de golf van opstanden, geïnspireerd door nieuwe gevoelens van gelokaliseerde identiteit, die de Amerikaanse koloniën van Spanje één voor één bevrijdden, te beginnen met de Meirevolutie van Argentinië in 1810.

### Conservatisme en revolutie in de 19e eeuw
Na de uiteindelijke ineenstorting van het Eerste Franse Keizerrijk met de val van Napoleon, namen conservatieve krachten de controle over in Europa. Onder leiding van de Oostenrijkse edelman Klemens von Metternich, domineerden idealen van de machtsbalans tussen de grote mogendheden van Europa het continentale politieke landschap in de eerste helft van de 19e eeuw. Na het Congres van Wenen en het daaropvolgende Concert van Europa, kregen enkele grote rijken de controle over de Europese politiek. Onder deze vielen het Russische Rijk, de herstelde Franse monarchie, de Duitse Confederatie, gedomineerd door Pruisen, het Oostenrijkse Keizerrijk en het Ottomaanse Rijk.
De conservatieve krachten hadden de overhand tot de Revoluties van 1848 zich over Europa verspreidden en de oude orde bedreigden. Talrijke bewegingen ontstonden rond verschillende culturele groepen, die een gevoel van nationale identiteit begonnen te ontwikkelen. Hoewel aanvankelijk al deze revoluties faalden en reactionaire krachten de politieke controle herstelden, markeerden de revoluties het begin van gestage vooruitgang richting het einde van het Concert van Europa onder de overheersing van enkele multi-nationale rijken. Dit leidde tot de oprichting van de moderne nationale staat in Europa; een proces dat meer dan anderhalve eeuw in beslag zou nemen. De politieke situatie in Midden- en Oost-Europa werd mede beïnvloed door de twee wereldoorlogen, terwijl veel nationale identiteiten in deze twee regio's moderne nationale staten vormden na de ineenstorting van de Sovjet-Unie en de multi-nationale staten Joegoslavië en Tsjecho-Slowakije, wat leidde tot talrijke nieuwe staten in het laatste decennium van de 20e eeuw.

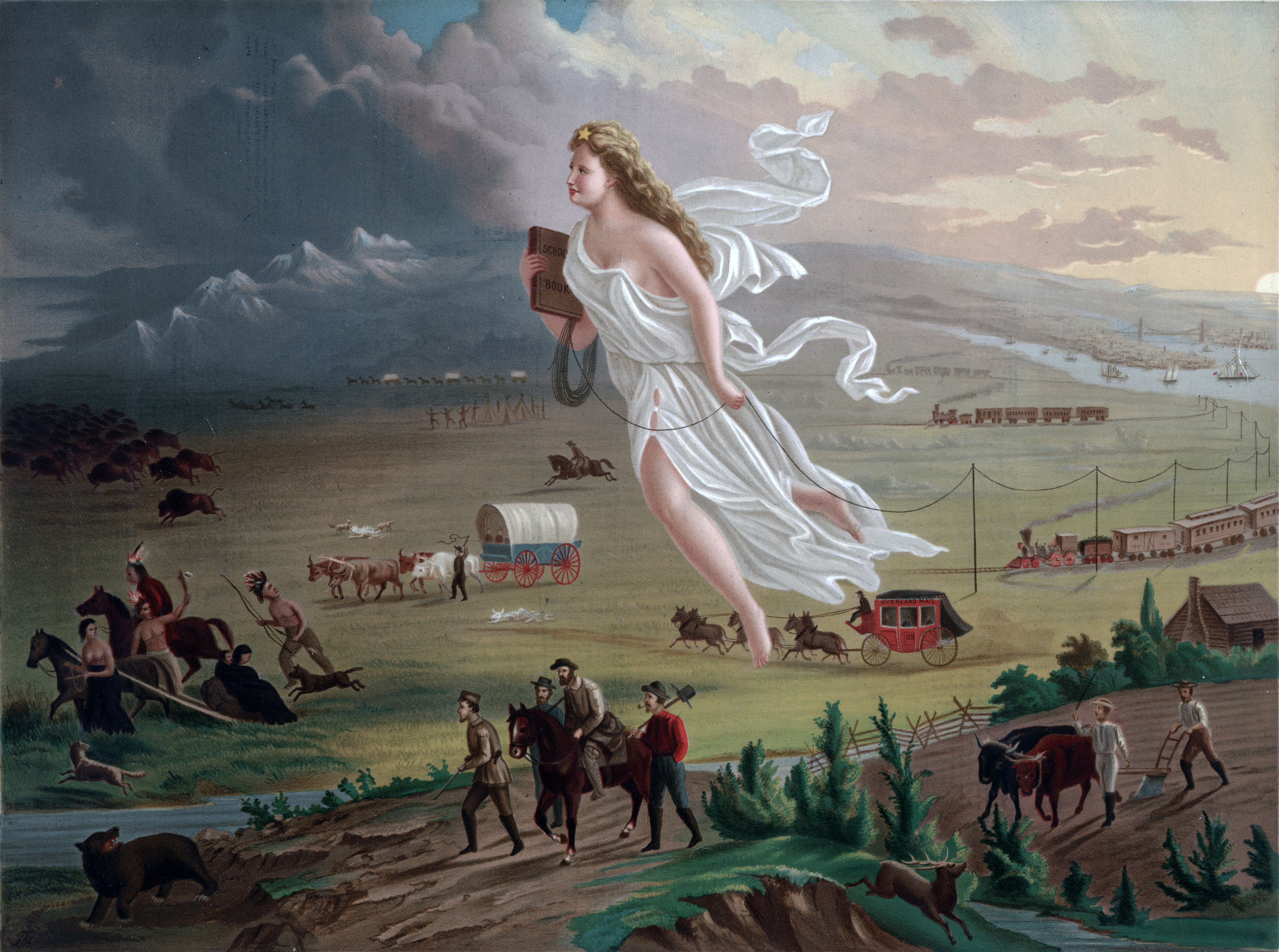
John Gast, American Progress, (circa 1872) viert het Amerikaanse romantische nationalisme in de vorm van westwaartse expansie – een idee dat bekend staat als "Manifest Destiny".

### Folklore
Romantisch nationalisme diende als inspiratie voor het verzamelen van volksverhalen door figuren zoals de Gebroeders Grimm. De opvatting dat sprookjes, tenzij beïnvloed door externe literaire bronnen, duizenden jaren lang in dezelfde vorm bewaard bleven, was niet exclusief voor romantische nationalisten, maar sloot goed aan bij hun overtuiging dat deze verhalen de oorspronkelijke aard van een volk uitdrukten.
De Gebroeders Grimm kregen kritiek omdat hun eerste editie niet voldoende Duits was, en ze namen deze kritiek ter harte. Ze verwierpen veel verhalen die ze hadden verzameld omdat ze te veel leken op verhalen van Charles Perrault, waaruit ze concludeerden dat ze niet echt Duitse verhalen waren. Het verhaal van Doornroosje overleefde in hun verzameling omdat het verhaal van Brynhildr hen ervan overtuigde dat het figuur van de slapende prinses authentiek Duits was. Ze pasten ook de gebruikte taal aan, waarbij ze elke "Fee" (fee) veranderden in een tovenares of wijze vrouw, elke "prins" in een "koningzoon" en elke "prinses" in een "koningdochter". In hun derde edities gingen ze uitgebreider in op deze standpunten, waarbij ze met name Giambattista Basile's Pentamerone aanhaalden als de eerste nationale verzameling van sprookjes en als een weergave van de Napolitaanse stem.
Het werk van de Gebroeders Grimm beïnvloedde andere verzamelaars, die hierdoor geïnspireerd werden om verhalen te verzamelen en die ook geloofden dat de sprookjes van een land bijzonder representatief waren voor dat land, met weinig aandacht voor kruislingse culturele invloeden. Tot degenen die beïnvloed werden behoorden de Russische Aleksandr Afanasjev, de Noorse Peter Christen Asbjørnsen en Jørgen Moe, en de Australische Joseph Jacobs.

### Nationale heldendichten

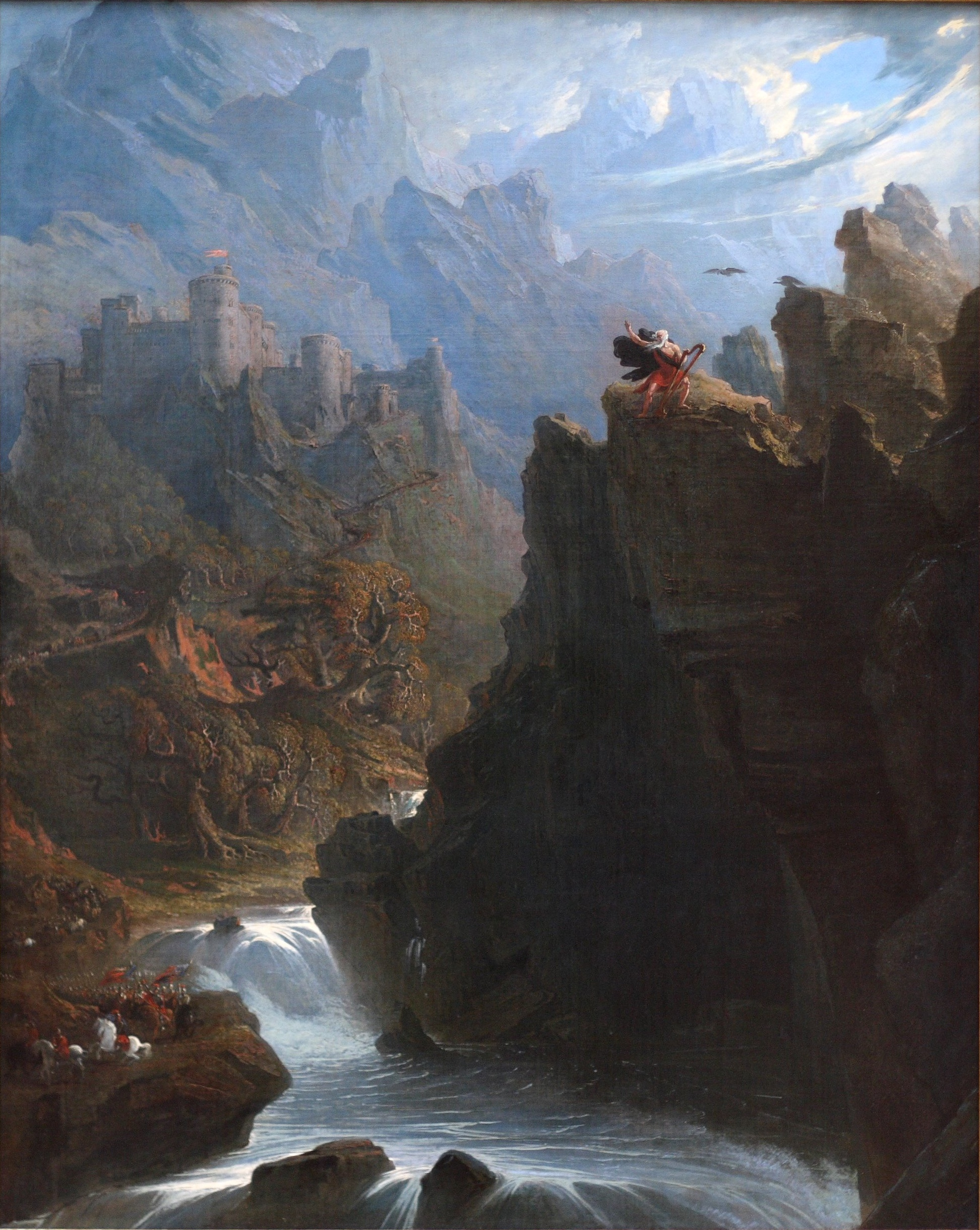
"The Bard" door John Martin : een romantisch visioen van een enkele Welshe bard die ontsnapt aan een bloedbad op bevel van Edward I van Engeland, bedoeld om de Welshe cultuur te vernietigen

Het idee van een "nationaal epos", een uitgebreid gemythologiseerd literair werk van cruciaal belang voor een bepaalde natie, is een ander voortvloeisel van romantisch nationalisme. De "ontdekking" van Beowulf in een enkel manuscript, voor het eerst getranscribeerd in 1818, kwam voort uit de impuls van romantisch nationalisme, nadat het manuscript twee eeuwen lang als een genegeerde curiositeit in de verzamelingen van geleerden had gelegen. Beowulf werd ervaren als het ontbrekende "nationale epos" voor mensen die zichzelf identificeerden als "Angelsaksisch", juist toen de behoefte eraan voor het eerst gevoeld werd; het feit dat Beowulf zelf een Geat was, werd gemakkelijk over het hoofd gezien. De pseudo-Gaelische literaire vervalsingen van "Ossian" waren uiteindelijk mislukt in het vervullen van de behoefte van de eerste generatie Romantici.
De eerste publicatie van "Het Lied van Igor's Campagne" viel samen met de opkomst van de Russische nationale geest in de nasleep van de Napoleontische oorlogen en de campagnes van Suvorov in Centraal-Europa. Het ongeziene en ongehoorde "Lied van Roland" was een vage herinnering geworden, totdat de antiquair Francisque Michel een versleten kopie transcribeerde in de Bodleian Library en het in 1837 publiceerde; het was op tijd: de Franse interesse in het nationale epos herleefde onder de Romantische generatie. In Griekenland kregen de Ilias en de Odyssee nieuwe urgentie tijdens de Griekse Onafhankelijkheidsoorlog. Onder de wereldwijde Joodse gemeenschap beschouwden de vroege zionisten de Bijbel als een meer geschikt nationaal epos dan de Talmoed.
Veel andere "nationale epische" gedichten, beschouwd als weerspiegelingen van de nationale geest, werden geproduceerd of nieuw leven ingeblazen onder invloed van romantisch nationalisme. Vooral in het Russische Rijk produceerden nationale minderheden die hun eigen identiteiten wilden bevestigen in het licht van russificatie, nieuwe nationale poëzie - ofwel volledig nieuw, of door volksdichtkunst samen te voegen, of door oudere verhalende poëzie nieuw leven in te blazen. Voorbeelden hiervan zijn de Estse Kalevipoeg, de Finse Kalevala, de Poolse Pan Tadeusz, de Letse Lāčplēsis, de Armeense Sasuntzi Davit van Hovhannes Toemanjan, het Georgische epos De ridder in het pantervel en het Groot-Iraanse Shahnameh.

## Duits romantisch nationalisme
De Romantische beweging speelde een cruciale rol bij het aanwakkeren van het opkomende Duitse nationalisme in de 19e eeuw, vooral in de volksbeweging die bijdroeg aan de wederopstanding van Pruisen na de nederlaag tegen Napoleon in de Slag bij Jena in 1806. Werken zoals de 'Adressen aan de Duitse Natie' (1808) van Johann Gottlieb Fichte, de gepassioneerde patriottische toneelstukken van Heinrich von Kleist voor zijn dood, en de oorlogspoëzie van Ernst Moritz Arndt tijdens de anti-Napoleontische strijd van 1813-1815 hadden allemaal een aanzienlijke invloed op de vorming van het Duitse nationalisme voor de komende eeuw en een half, met de nadruk op een raciaal-etnische identiteit eerder dan een staatsgezind nationalistische benadering.
Romantiek speelde ook een rol in het populariseren van legendes zoals de Kyffhäuser-mythe (over keizer Frederik Barbarossa die slaapt boven op de Kyffhäuser-berg, verwacht om op te staan en Duitsland te redden) en de Lorelei-legende (gepopulariseerd door Brentano en Heine), onder andere.
Later heeft de nazibeweging de nationalistische elementen van het Romantische gedachtegoed overgenomen. Hoofdideoloog van de nazi's, Alfred Rosenberg, verklaarde:
"De reactie in de vorm van Duitse romantiek was daarom net zo welkom als regen na een lange droogte. Maar in onze tijd van universeel internationalisme wordt het noodzakelijk om deze raciaal verbonden romantiek tot de kern te volgen en deze te bevrijden van bepaalde nerveuze stuiptrekkingen die er nog aan kleven."
Joseph Goebbels verklaarde op 8 mei 1933, slechts twee dagen voor de nazistische boekverbrandingen in Berlijn:
"Duitse kunst van het komende decennium zal heroïsch zijn, het zal als staal zijn, het zal romantisch zijn, niet-sentimenteel, feitelijk; het zal nationaal zijn met groot pathos, en tegelijkertijd verplichtend en bindend, of het zal niets zijn."
Het Duitse fascisme onttrok Romantiek aan de mottenballen van het verleden, stelde zijn ideologische verwantschap ermee vast, nam het op in zijn canon van voorlopers, en na enige zuivering op raciale gronden absorbeerde het het in het systeem van zijn ideologie. Hierdoor kreeg deze trend, die in zijn tijd niet apolitiek was, een puur politieke en actuele betekenis. Figuren zoals Schelling, Adam Müller en anderen werden dankzij de fascisten opnieuw onze tijdgenoten, zij het in de specifieke zin waarin elk lijk dat voor een bepaald doel uit zijn eeuwenoude doodskist wordt gehaald, een "tijdgenoot" wordt. In zijn boek "De Taken van de Nationaal-Socialistische Literaire Kritiek", beschouwt Walther Linden, die de geschiedenis van de Duitse literatuur herzag vanuit een fascistisch oogpunt, de fase van de Duitse Romantiek waarin het zich bevrijdde van de invloeden van de Franse Revolutie en, mede dankzij figuren als Adam Müller, Görres, Arnim en Schelling, begon met het creëren van echt Duitse nationale literatuur op basis van middeleeuwse Duitse kunst, religie en patriottisme, als de meest waardevolle voor het fascisme.

## Kunst

Kerk van de Verlosser op het Bloed, Sint-Petersburg, 1883–1907

Vanaf de jaren 1870 werd de beweging die bekend staat als "nationaal romantisme" steeds bekender in de kunstwereld. Op het gebied van muziek is het werk van Bedřich Smetana, met name het symfonisch gedicht "Vltava," een uitstekend voorbeeld van romantisch muzikaal nationalisme. Deze trend had met name invloed in Scandinavië en de Slavische delen van Europa. Het bood artistieke uitdrukkingen die antwoord gaven op de 19e-eeuwse zoektocht naar stijlen die cultureel betekenisvol en evocatief waren, maar niet beperkt tot louter historisme.
Bijvoorbeeld, bij de bouw van de "Kerk van de Verlosser op het Bloed" in Sint-Petersburg op de plaats waar Tsaar Alexander II van Rusland werd vermoord, koos men vanzelfsprekend voor een architectuurstijl die traditionele Russische kenmerken het beste tot uiting bracht. In Finland diende de herassemblage van het nationale epos, de Kalevala, als inspiratie voor schilderijen en muurschilderingen in de National Romantiek stijl, als alternatief voor de internationale Art Nouveau stijlen. Een vooraanstaand voorvechter van deze stijl in Finland was Akseli Gallen-Kallela.
Tegen het einde van de eeuw was het idee van etnische zelfbeschikking gemeengoed geworden en werd het beschouwd als een progressieve en liberale opvatting. Er waren bewegingen die pleitten voor afscheiding in Finland, Estland, Letland en Litouwen. Het Koninkrijk Beieren bleef gescheiden van een verenigd Duitsland, en Tsjechisch en Servisch nationalisme bleven invloed uitoefenen op het keizerlijke beleid. De bloei van kunst, geïnspireerd door nationale heldendichten en liederen, ging onverminderd door. De zionistische beweging leidde tot de heropleving van het Hebreeuws en het begin van immigratie naar Eretz Yisrael. Bovendien beleefden de Welshe en Ierse talen ook een poëtische heropleving.

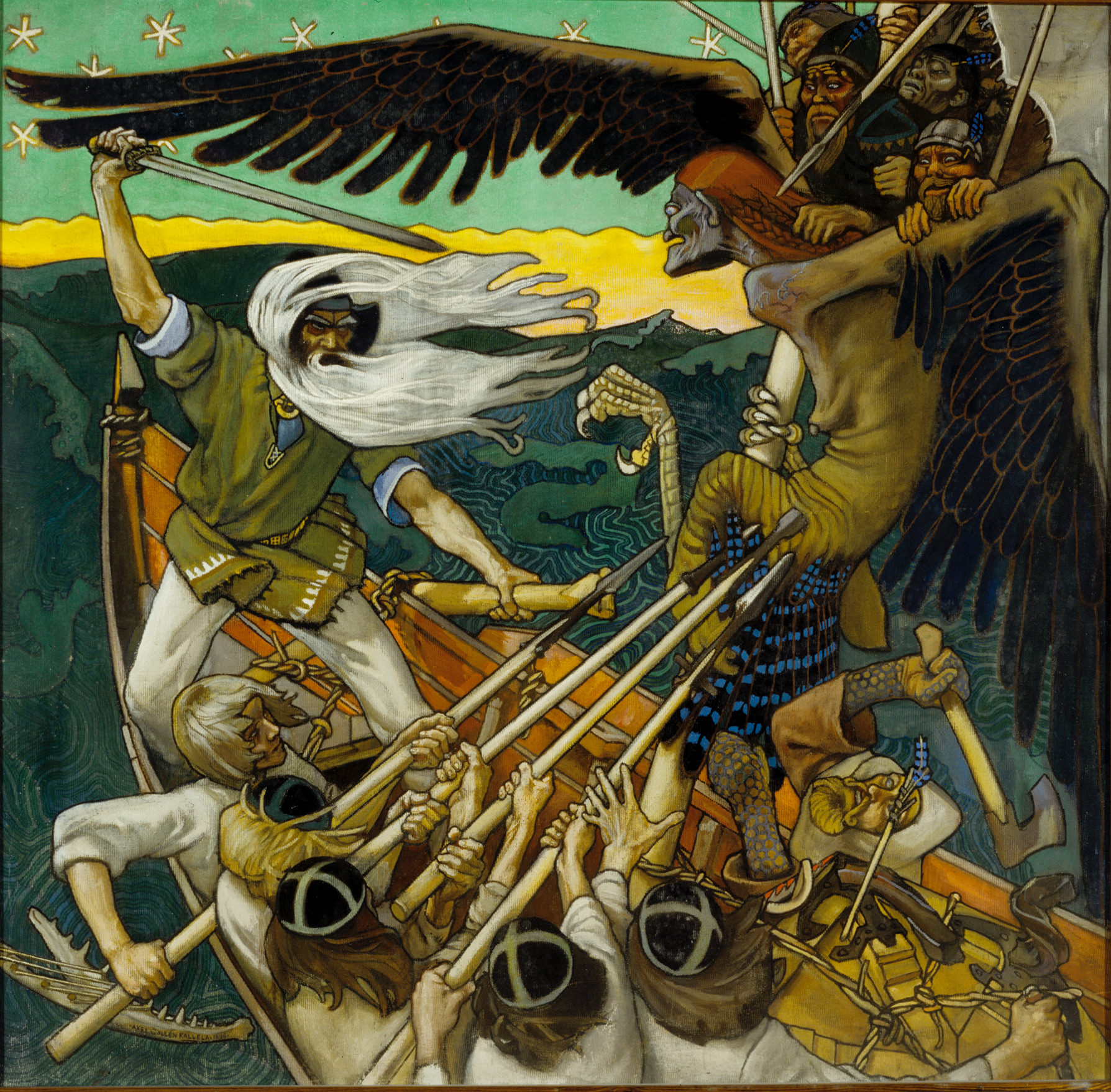
De verdediging van de Sampo, Akseli Gallen-Kallela

### Beweringen van primaatschap of superioriteit
Beweringen van superioriteit en superioriteitsgevoelens worden gevoed door het idee van taalkundige en culturele nationaliteit, gekleurd met voor-genetische concepten van ras. Deze retorische beweringen worden tot op de dag van vandaag gebruikt. Primordialiteit is het geclaimde onvervreemdbare recht van een cultureel en raciaal gedefinieerd volk op een geografisch gebied, een "hartland" (een levendige uitdrukking) of vaderland. Richard Wagner beweerde berucht dat degenen die etnisch anders waren, de artistieke en culturele betekenis inherent aan de nationale cultuur niet konden bevatten. Door zelfs "Joodsheid" te identificeren in muzikale stijl, viel hij specifiek de Joden aan omdat ze niet bereid waren op te gaan in de Duitse cultuur, en daardoor niet in staat waren om echt de mysteries van zijn muziek en taal te begrijpen. Soms hebben "nationale heldendichten" zoals het Nibelungenlied een mobiliserend effect gehad op sociale politiek.

### Politieke ontwikkelingen in de twintigste eeuw

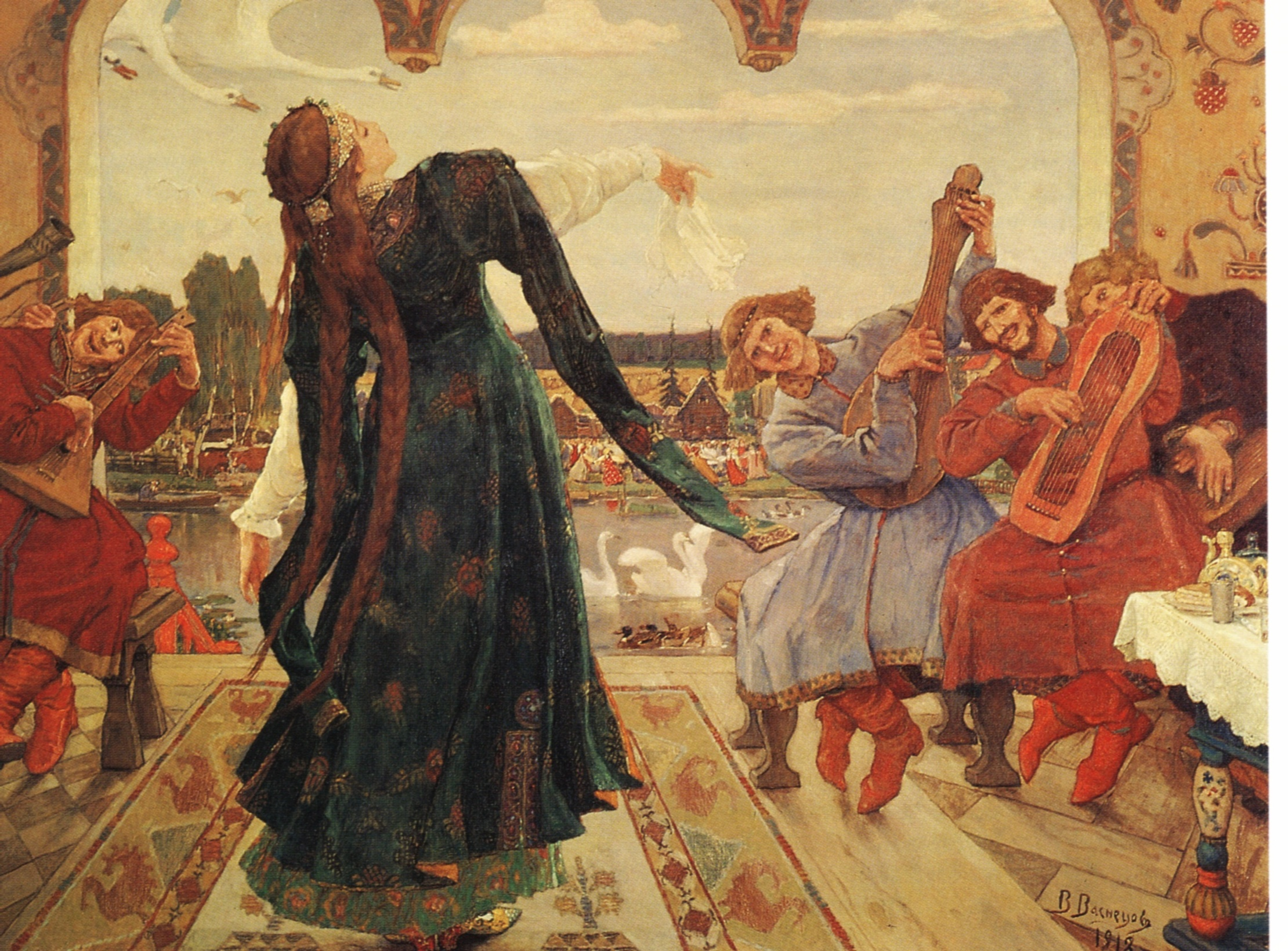
Kikker Tsarevna, door Viktor Vasnetsov, 1918.

In de eerste twee decennia van de 20e eeuw had het idee van Romantisch nationalisme een cruciale invloed op politieke gebeurtenissen. Na de Paniek van 1873, die leidde tot een nieuwe golf van antisemitisme en racisme in het Duitse Keizerrijk, dat politiek werd geregeerd door een autoritair, militaristisch conservatisme onder Otto von Bismarck, en parallel met de Fin de siècle (die ook tot op zekere hoogte weerspiegeld werd in de hedendaagse kunststromingen van symbolisme, de Decadente beweging en de Art Nouveau), ontstond de racistische völkisch-beweging uit het romantisch nationalisme in Duitsland aan het eind van de 19e eeuw.
De groeiende nationalistische en imperialistische spanningen tussen de Europese naties gedurende de Fin de siècle periode barstten uiteindelijk los in de Eerste Wereldoorlog. Na de nederlaag van Duitsland in de oorlog en de tumultueuze Duitse Revolutie, radicaliseerde de völkisch-beweging drastisch in het Weimar Duitsland onder de strenge voorwaarden van het Verdrag van Versailles. Adolf Hitler zou later beweren dat "de basisideeën van het Nationaal-Socialisme völkisch zijn, net zoals de völkische ideeën Nationaal-Socialistisch zijn".
Buiten Duitsland was de overtuiging onder Europese mogendheden dat natie-staten die gevormd werden rond eenheid van taal, cultuur en etniciteit op de een of andere manier "natuurlijk" waren. Om deze reden zou president Woodrow Wilson pleiten voor de oprichting van zelfbeschikkende staten in de nasleep van de Grote Oorlog. Echter, het geloof in romantisch nationalisme werd niet weerspiegeld in de daaropvolgende politiek. Bij het hertekenen van de kaart van Europa werd Joegoslavië gecreëerd als een bewuste coalitiestaat tussen concurrerende, en vaak onderling vijandige, Zuid-Slavische volkeren, en de mandaten van de Volkenbond werden vaak niet opgesteld om etnische groepen te verenigen, maar om ze te verdelen. Om een voorbeeld te geven, het land dat nu bekend staat als Irak voegde opzettelijk drie Ottomaanse vilayets samen, waarbij Koerden in het noorden, soennitische Arabieren in het centrum, en sjiitische Arabieren in het zuiden werden verenigd, in een poging om een sterke nationale bufferstaat te presenteren tussen Turkije en Perzië: hierover werd een buitenlandse koning geplaatst van de Hasjemitische dynastie afkomstig uit de Hidjaz.